# 쌍둥이 소수 상수
쌍둥이 소수 상수(영어: Twin prime constant) {\displaystyle C_{2}} 또는 {\displaystyle \Pi _{2}}는 하디-리틀우드(Hardy-Littlewood)추측으로부터의 쌍둥이 소수 추측의 일반화이다.
고드프리 해럴드 하디와 존 이든저 리틀우드의 이름을 따서 명명되었다.
이것은 소수 정리(prime number theorem)와 유사하게 쌍둥이 소수(twin primes)를 포함하는 소수 자리의 분포에 대한 수학 상수이다.
{\displaystyle \Pi _{2}=C_{2}=\prod _{\textstyle {p\;{\rm {prime}} \atop p\geq 3}}\left(1-{{1} \over {(p-1)^{2}}}\right)=0.660161815\ldots \;\;}(OEIS의 수열 A005597)

## 지수 함수표현
자연로그 및 번분수 관련
{\displaystyle C_{2}=\prod _{p>2}^{p=prime}\left(1-{{1} \over {(p-1)^{2}}}\right)}
{\displaystyle \;\;\;=\prod _{p>2}^{p=prime}\left({{p^{2}-2p} \over {(p-1)^{2}}}\right)}
{\displaystyle \;\;\;=exp\left(\sum _{p>2}^{prime=p}ln\left({{p^{2}-2p} \over {(p-1)^{2}}}\right)\right)}
{\displaystyle \;\;\;=exp\left(\sum _{p>2}^{prime=p}ln\left({{p(p-2)} \over {(p-1)^{2}}}\right)\right)}
{\displaystyle \;\;\;=exp\left(\sum _{p>2}^{prime=p}ln\left({{p^{2}(p-2)} \over {p(p-1)^{2}}}\right)\right)}
{\displaystyle \;\;\;=exp\left(\sum _{p>2}^{prime=p}ln\left({{{p-2} \over {p}} \over {{(p-1)^{2}} \over {(p)^{2}}}}\right)\right)}
{\displaystyle \;\;\;=exp\left(\sum _{p>2}^{prime=p}ln\left({\left({{p-2} \over {p}}\right) \over {\left({{p-1} \over {p}}\right)^{2}}}\right)\right)}
{\displaystyle \;\;\;=exp\left(\sum _{p>2}^{prime=p}ln\left({1-{{2} \over {p}} \over {\left(1-{{1} \over {p}}\right)^{2}}}\right)\right)}
{\displaystyle \;\;\;=exp\left(\sum _{p>2}^{prime=p}\left(ln\left(1-{{2} \over {p}}\right)-2ln\left(1-{{1} \over {p}}\right)\right)\right)}

## 또다른 쌍둥이 소수 추측들
알폰스 드 폴리냑(Alphonse de Polignac)의 폴리냑 추측(Polignac's conjecture)도 쌍둥이 소수에대한 정리에 대해 별도로 기여하였다.
등차수열과오일러 피 함수에서의 엘리엇-할버스탐 추측(Peter D. T. A. Elliott and Heini Halberstam conjecture)도 쌍둥이 소수에대한 정리에  기여하였다.

## 같이 보기
- 브룬 상수
- 알틴 상수
- 순환 수
- 펠러-토르니어 상수
- 바반 상수(Barban's Constant)
- 타니구치 상수(Taniguchi's Constant)
- 히스 브라운 모로즈 상수(Heath-Brown–Moroz constant)
- 마이셀-메르텐스 상수
- 오일러의 곱셈 공식